# Kraftwerk Ermen & Engels

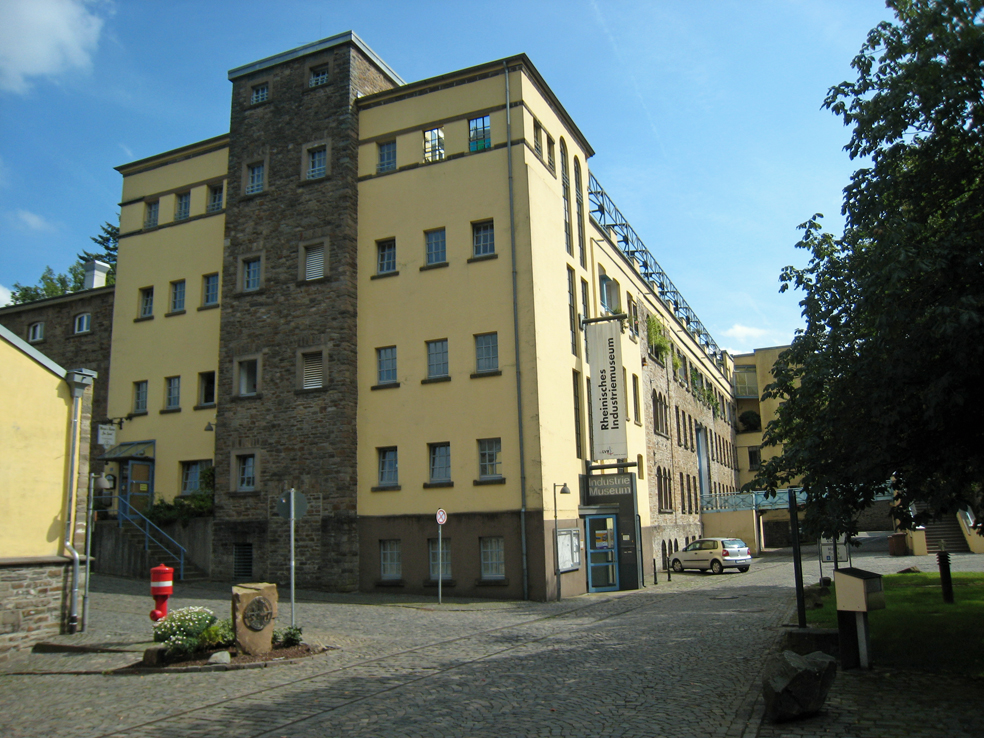
LVR-Industriemuseum Schauplatz Kraftwerk Ermen und Engels

Das Kraftwerk Ermen & Engels, vormals Baumwollspinnerei Ermen & Engels, ist ein Schauplatz des LVR-Industriemuseums in Engelskirchen. Betreiber ist der Landschaftsverband Rheinland.

## Geschichte
Friedrich Engels senior aus Barmen (heute zu Wuppertal) gründete am 1. Juli 1837 auf einer Englandreise in Salford Greater Manchester zusammen mit dem dort ansässigen holländischen Fabrikanten Peter Albertus Ermen die Firma „Peter Ermen & Co“, die am 1. August 1838 in „Ermen & Engels“ umbenannt wurde. In Preußen beabsichtigten sie zunächst, die ehemalige Unterbarmer Kirche, ein zweistöckiges Fachwerkgebäude, zu übernehmen und an dieser Stelle eine Textilfabrik in Form einer Spinnerei zu errichten. Andere Überlegungen gingen dahin, ein Objekt zur Weiterverarbeitung von Garnen in Manchester zu erwerben.
Am 17. April 1837 erwarb Engels nach eingehender Erkundung des Geländes das ehemalige Schnabelsche Hammerwerk in Engelskirchen zusammen mit der anhaftenden Wassergerechtsame, aus der sich das Recht ergab, das Wasser der Agger zu gewerblichen Zwecken zu nutzen. Dieses Gelände war deutlich preiswerter als das Grundstück im Barmer Bruch und hatte obendrein ein lukratives Wassergefälle von 20 Fuß. Zudem hatte man hier Erweiterungsmöglichkeiten. Schließlich stand in der ärmlichen Umgebung von Engelskirchen ein billiges Arbeitskräftepotential zur Verfügung. Diese Vorteile überzeugten auch den Partner in Manchester. Am 1. Juli 1837 kam es zur Gründung der Baumwollspinnerei Ermen & Engels in Manchester und Engelskirchen. Nun begann man den Bau der Textilfabrik in Engelskirchen und konnte um 1844 die Produktion aufnehmen. Der Firmensitz blieb allerdings noch bis 1885 in Barmen.
Die Kompagnons hatten 1837 in Salford, Greater Manchester die Victory Mill errichten lassen.
Engels senior war der Vater von Friedrich Engels, der gemeinsam mit Karl Marx die heute als Marxismus bezeichnete Gesellschafts- und Wirtschaftstheorie entwickelte.
Der seit den 1950er Jahren schleichend einsetzende Rückgang an Arbeitsplätzen in der Textil- und Bekleidungsindustrie erreichte seinen Höhepunkt mit dem Beginn der 1970er Jahre. Auch das Unternehmen Ermen & Engels blieb davon nicht verschont und musste seine Produktion im Jahr 1979 für immer einstellen.

## Energieversorgung
Im Zentrum der Energieversorgung für den Antrieb der Maschinen über Transmissionen stand die Wasserkraft, mit der Wasserräder angetrieben wurden. Ab 1854 kamen Turbinen hinzu, die noch effektiver für den Antrieb ebenfalls mit Wasserkraft eingesetzt werden konnten. Für Zeiten mit niedrigem Wasserstand der Agger standen ab 1856 bereits fünf Dampfkessel mit zusammen 130 PS Leistung als Reserve zur Verfügung. Zudem vergrößerte und verbesserte man die Ausstattung der Antriebsmaschinerie im Laufe der Jahre ständig. Um 1900 führte man stromerzeugende Generatoren ein, die den Antrieb über Transmissionen ersetzten. Schon 1903 profitierten auch das Wohnhaus des Fabrikanten und eine elektrische Straßenbeleuchtung im Ort Engelskirchen von der neuen lokalen Stromerzeugung. Im Jahr 1909 hatte die neue Turbinengeneration eine Gesamtleistung von 640 PS. Bis 1924 versorgte man unter der Bezeichnung Elektrizitätswerk Engelskirchen auch den gesamten Ort Engelskirchen mit Licht- und Motorenstrom. Ab 1924 erfolgte die Energieversorgung der Fabrik nicht mehr völlig autonom, so dass man zusätzlichen Bedarf über das Kreiselektrizitätswerk in Dieringhausen mit seinen Dampfturbinen decken musste, das 1935 vom Rheinisch-Westfälischen Elektrizitätswerk übernommen wurde.

## Das Museum
Nach der Schließung der Textilfabrik 1979 und einer ersten Bestandsaufnahme wurde das gesamte Fabrikgelände an die Ründerother Wohnungsbaugesellschaft verkauft. Alle Gebäude, mit Ausnahme der Fabrikantenvilla, sollten abgerissen werden, um ein Wohngebiet mit Spielplätzen und Freizeitanlagen aufzubauen. Zunächst verkaufte oder verschrottete man Maschinen und Einrichtungen, verkaufte oder vermietete einzelne Gebäude und Gebäudeteile und veränderte so komplett die Nutzung des ehemaligen Anwesens. Drei junge Kölner Architekten wurden 1981 auf das Fabrikensemble aufmerksam und setzten sich für die Unterschutzstellung der Fabrikanlage als Denkmal ein. Auf diese Weise konnte das historische Ensemble vor dem Abriss bewahrt werden. Auch das alte Wasserkraftwerk mit Turbinen, Reglern und Schalttafel blieb erhalten.
1987 richtete das damalige Rheinische Industriemuseum (heute: LVR-Industriemuseum) seine zweite Außenstelle in einem Teil der alten Textilfabrik ein. Gezeigt wurde eine Dauerausstellung zur Firmengeschichte eines Pionierunternehmens der Industrialisierung im Bergischen Land in Verbindung mit einer Wechselausstellung zur Kinder- und Frauenarbeit.
Zwischen 1993 und 1996 war das Museum geschlossen, es wurde umgebaut und erweitert. Mit der Neueröffnung 1996 änderte sich das Konzept. Unter dem neuen Titel Unter Spannung – bei Ermen & Engels dem Strom auf der Spur geriet das ehemalige Wasserkraftwerk in den Mittelpunkt der Ausstellung. Daneben bestand eine Abteilung mit elektrisch betriebenen Gegenständen des Alltags. Seit der Umbenennung des Schauplatzes werden neben dem Kraftwerk als Hauptausstellungsgegenstand vermehrt Sonderausstellungen durchgeführt. Vom 9. April bis 26. Oktober 2015 fand die Sonderausstellung Dessous – 150 Jahre Kulturgeschichte der Unterwäsche statt.  Die frühere Ausstellung zum Thema Baumwollspinnerei Ermen & Engels wurde abgebaut und eingelagert. Die Textilindustrie spielt in Sonderausstellungen auch weiterhin eine Rolle.

### Bilder vom Kraftwerk

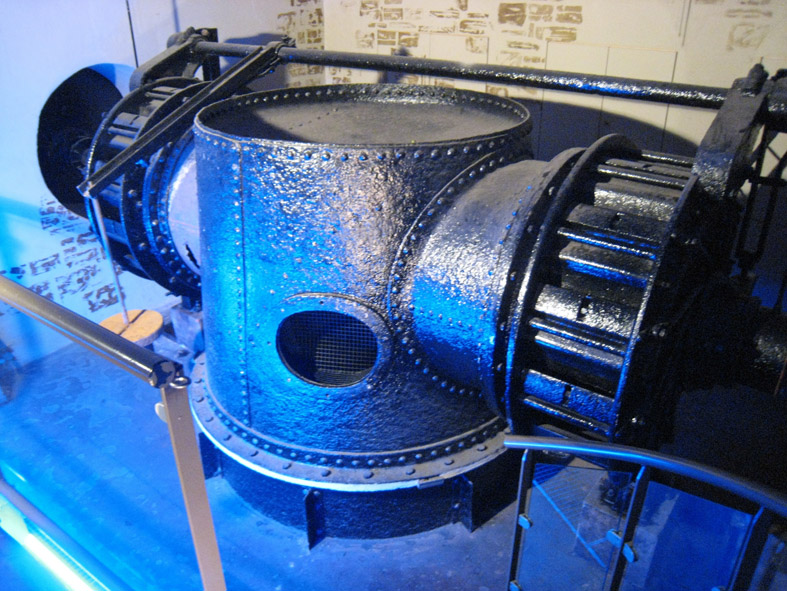
Die Francis-Turbine treibt ein Schwungrad an
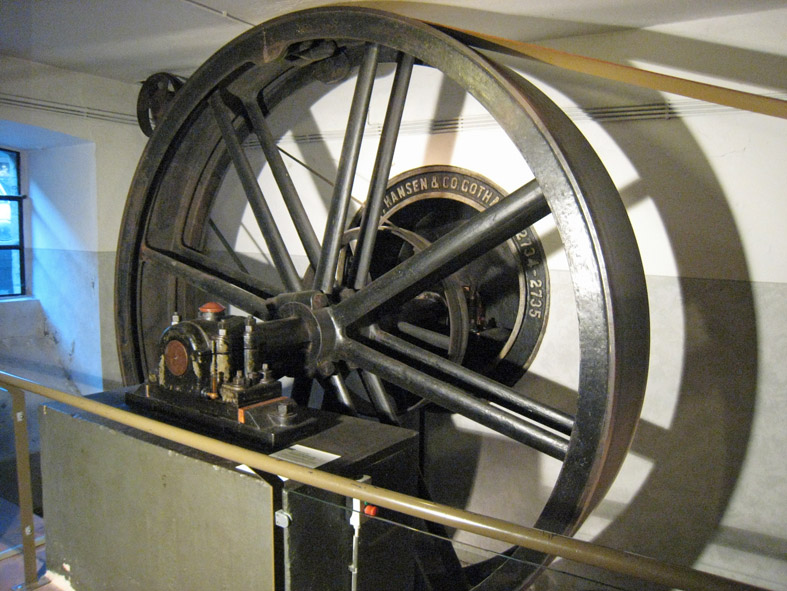
Das Schwungrad treibt einen Generator an
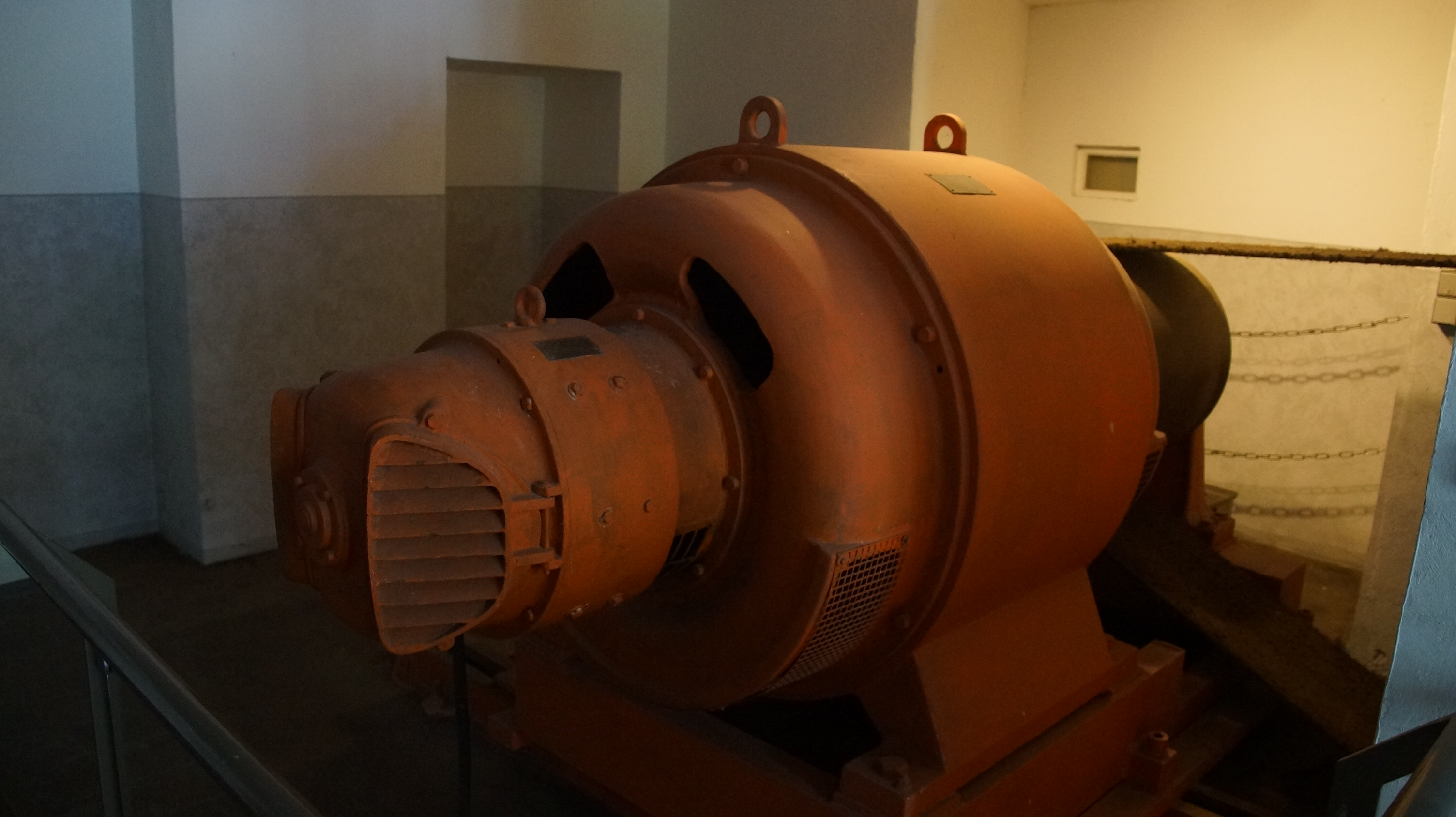
Der Generator erzeugt Strom (6 kW bei 750/min)
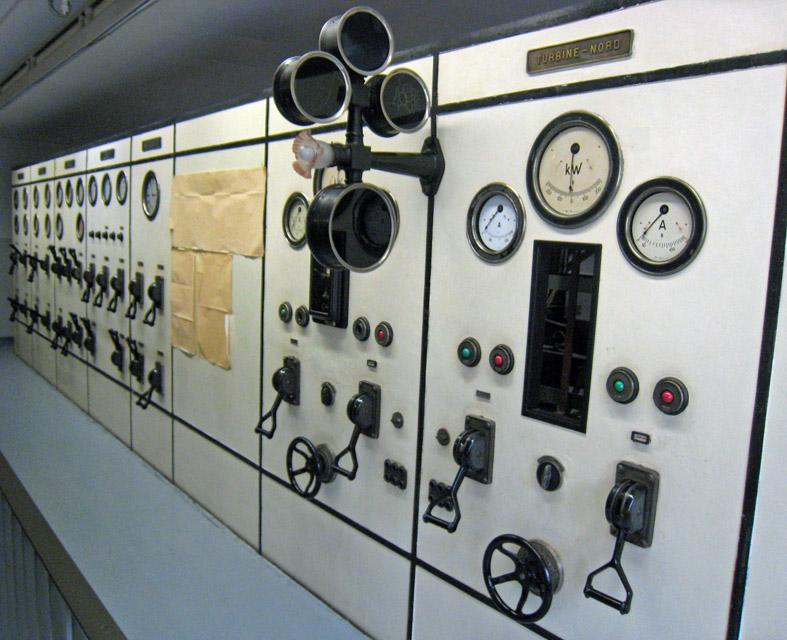
Schalttafel

### Bilder von Sonderausstellungen
Baumwollspinnerei 2011

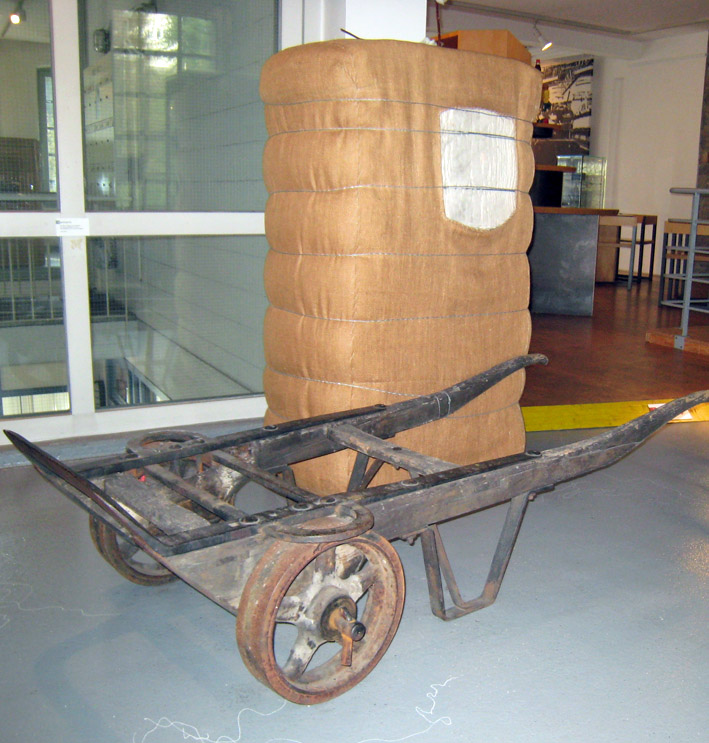
Baumwollballen mit Karre
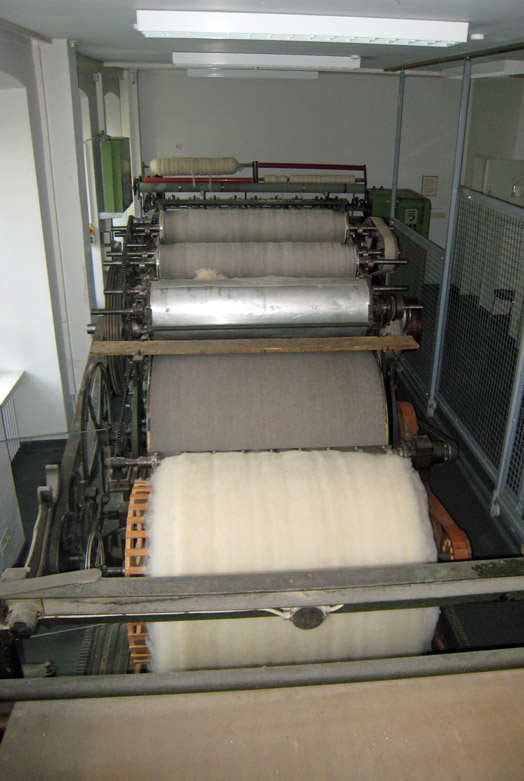
Krempel zum Kardieren des Vorgarns
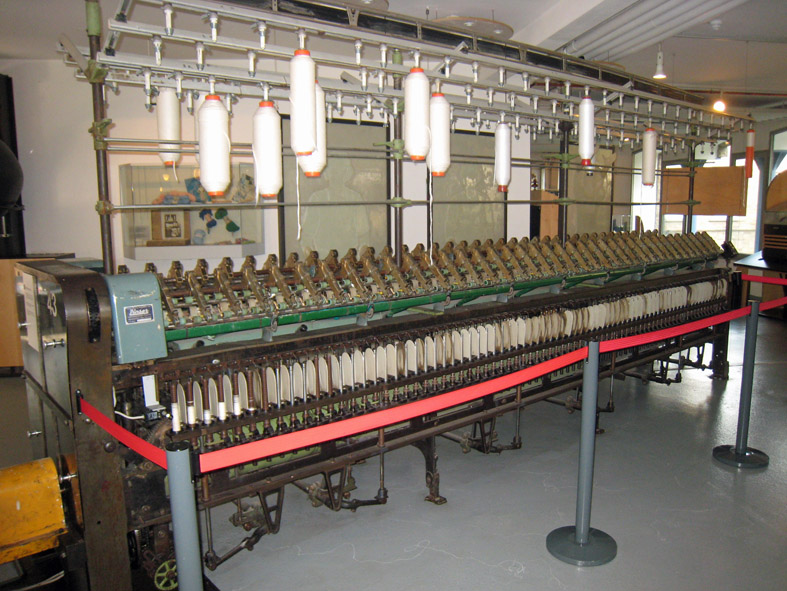
Ringspinnanlage zum Spinnen von Garn